# Heleno de Freitas
Heleno de Freitas (São João Nepomuceno, 12 februari 1920 – Barbacena, 8 november 1959) was een Braziliaans voetballer.
Hij speelde het grootste deel van zijn carrière voor Botafogo en scoorde 209 keer voor de club, vaak met zijn hoofd. Hij werd drie keer topschutter van het Torneio Municipal, een toernooi dat in de jaren veertig voorafging aan het Campeonato Carioca. In 1948 ging hij naar de Argentijnse hoofdstad om er voor Boca Juniors te spelen. Na één jaar keerde hij terug naar Brazilië en won er met CR Vasco da Gama de Campeonato Carioca. Hij beëindigde zijn carrière bij América FC in Rio de Janeiro. Hij speelde slechts één wedstrijd voor deze club, in het Maracanã.
De Freitas speelde ook 18 wedstrijden voor het nationale elftal en scoorde er 19 keer. Met zijn team werd hij zowel in 1945 als 1946 vicekampioen in het Zuid-Amerikaans kampioenschap.
Hij overleed in 1959 aan complicaties van onbehandelde syfilis in een sanatorium.
In 2012 maakte de Braziliaanse cineast José Henrique Fonseca de film Heleno over het leven van de Freitas. Acteur Rodrigo Santoro speelde de rol van Heleno. De film gaat meer over zijn persoonlijke leven, voornamelijk zijn etherverslaving en mentale toestand, dan over zijn prestaties op het voetbalveld.